# ألفونسو دي لا سيردا

شعار ألفونسو دي لا سيردا

ألفونسو دي لا سيردا (بلد الوليد؛ 1270– آبلة؛ 1333) هو ابن فرناندو دي لا سيردا وريث قشتالة وليون ابن البكر لـ ألفونسو العاشر الحكيم ملك قشتالة وليون و فيولانتي ابنة خايمي الأول ملك أراغون، ووالدته هي بلانش ابنة لويس التاسع القديس ملك فرنسا ومارغريت البروفنسية، ومن المعروف عنه كان مطالب بالعرش قشتالة وليون خلال عهد عمه وخلفائه سانشو الرابع وفرناندو الرابع وألفونسو الحادي عشر، حيث أورثه جده ألقاب والده بما في بذلك ولاية العهد بعد وفاته في 1275، ولكن جدته فيولانتي وعمه سانشو بدعم من ملك فرنسا قاموا بعدة محاولات مما وضعت الورثة في يد سانشو، وإنشاء له جده المملكة في الشمال للعيش في السلام، ولكن سانشو اغتصب المملكة لنفسه وبعد وفاة جده ألفونسو العاشر في 1284 قام بمطالبة بالعرش بدعم من ملك أراغون ألفونسو الثالث الذي بايعه كـ«ملك قشتالة وليون» ولكن ألفونسو لم يستطيع استعادة العرش، واستمرت المطالبة حتى بعد معاهدة تورياس عام 1304 إلى عام 1331، حيث تخلى عن حقوقه وبايع ألفونسو الحادي عشر ملكاً على قشتالة وليون، توفي في عام 1333 ودفنت جثته في دير سانتا ماريا لاريال في برغش.